# Atletica leggera ai Giochi della VIII Olimpiade - Lancio del disco
La competizione del lancio del disco di atletica leggera ai Giochi della VIII Olimpiade si tenne il giorno 13 luglio 1924 allo Stadio di Colombes a Parigi.

## L'eccellenza mondiale
| Campione olimpico 1920  | 44,19        | Armas Taipale   | Presente |
| Migliore prest. europea | 48,10 (1916) | Armas Taipale   | Presente |
| Primatista stagionale   | 48,18        | Glenn Hartranft | Presente |
| Vincitore selezioni USA | 46,78        | Thomas Lieb     | Presente |

1. ↑  Fino al 10 luglio.

## Risultati

### Turno eliminatorio
I 32 iscritti, divisi in 3 gruppi, hanno diritto a tre lanci. Poi si stila una classifica. I primi sei disputano la finale (tre ulteriori lanci). I sei finalisti si portano dietro i risultati della qualificazione.
| Pos. | Atleta              | Nazione     | Misura | Piazz. |
| ---- | ------------------- | ----------- | ------ | ------ |
| 1    | Thomas Lieb         | Stati Uniti | 44,830 | 3      |
| 2    | Heikki Malmivirta   | Finlandia   | 41,160 | 8      |
| 3    | Sándor Toldi        | Ungheria    | 41,090 | 9      |
| 4    | Armas Taipale       | Finlandia   | 40,215 | 12     |
| 5    | Karl Jensen         | Danimarca   | 39,780 | 13     |
| 6    | Paul Béranger       | Francia     | 38,930 | 14     |
| 7    | Camillo Zemi        | Italia      | 37,465 | 17     |
| 8    | Veljko Narančić     | Jugoslavia  | 37,350 | 18     |
| 9    | Teodors Sukatnieks  | Lettonia    | 35,985 | 21     |
| 10   | Octávio Zani        | Brasile     | 35,720 | 23     |
| 11   | Otto Garnus         | Svizzera    | 35,160 | 26     |
| 12   | António Martins     | Portogallo  | 32,400 | 31     |
| -    | Dimitrios Karabatis | Grecia      | NM     | -      |

| Pos. | Atleta                 | Nazione        | Misura | Piazz. |
| ---- | ---------------------- | -------------- | ------ | ------ |
| 1    | Gus Pope               | Stati Uniti    | 44,420 | 4      |
| 2    | Glenn Hartranft        | Stati Uniti    | 42,490 | 6      |
| 3    | Elmer Niklander        | Finlandia      | 42,090 | 7      |
| 4    | Kálmán Marvalits       | Ungheria       | 40,820 | 10     |
| 5    | Gustav Kalkun          | Estonia        | 38,460 | 15     |
| 6    | Werner Nüesch          | Svizzera       | 38,205 | 16     |
| 7    | José Galimberti        | Brasile        | 36,520 | 20     |
| 8    | Albino Pighi           | Italia         | 34,985 | 27     |
| 9    | Gabino Lizarza         | Spagna         | 34,200 | 28     |
| 10   | František Janda-Suk    | Cecoslovacchia | 34,080 | 29     |
| 11   | Georgios Zakharopoulos | Grecia         | 34,020 | 30     |

| Pos. | Atleta             | Nazione     | Misura | Piazz. |
| ---- | ------------------ | ----------- | ------ | ------ |
| 1    | Bud Houser         | Stati Uniti | 46,155 | 1      |
| 2    | Vilho Niittymaa    | Finlandia   | 44,950 | 2      |
| 3    | Kittil Askilt      | Norvegia    | 43,405 | 5      |
| 4    | Paddy Bermingham   | Irlanda     | 40,420 | 11     |
| 5    | Daniel Pierre      | Francia     | 37,015 | 19     |
| 6    | Arvīds Ķibilds     | Lettonia    | 35,790 | 22     |
| 7    | Sławosz Szydłowski | Polonia     | 35,710 | 24     |
| 8    | Armando Poggioli   | Italia      | 35,290 | 25     |

### Finale
Nei tre lanci di finale nessuno dei finalisti si migliora. La classifica rimane la stessa delle qualificazioni.
| Pos.    | Atleta          | Età | Nazione     | Misura |
| ------- | --------------- | --- | ----------- | ------ |
| Oro     | Bud Houser      | 23  | Stati Uniti | 46,155 |
| Argento | Vilho Niittymaa | 28  | Finlandia   | 44,950 |
| Bronzo  | Thomas Lieb     | 25  | Stati Uniti | 44,830 |
| 4       | Gus Pope        | 26  | Stati Uniti | 44,420 |
| 5       | Kittil Askilt   | 24  | Norvegia    | 43,400 |
| 6       | Glenn Hartranft | 23  | Stati Uniti | 42,490 |